# Aykut Çeviker
Aykut Çeviker (* 3. Januar 1990 in Ankara) ist ein türkischer Fußballspieler.

## Spielerkarriere

### Verein
Çeviker begann mit dem Vereinsfußball in der Jugend des türkischen Traditionsvereins Gençlerbirliği Ankara und spielte hier bis zum Sommer 2007. Lediglich die Saison 2003/04 spielte er in der Jugend der Zweitmannschaft Gençlerbirliğis, bei Gençlerbirliği ASAŞ. Im Sommer 2007 erhielt er bei Gençlerbirliği Ankara einen Profivertrag, wurde aber weiterhin ein Jahr lang nur in der Jugend- bzw. Reservemannschaft eingesetzt. Um ihm Spielpraxis in einer Profiliga zu ermöglichen, wurde er 2008 an Kastamonuspor ausgeliehen und verbrachte hier zwei Spielzeiten. Die Saison 2010/11 spielte er als Leihspieler bei Hacettepe SK.
Zur Saison 2010/12 wurde sein Wechsel zum Zweitligisten Bucaspor bekanntgegeben. Nach zwei Jahren verließ er Bucaspor und wechselte innerhalb der Liga zu Balıkesirspor. Im Sommer 2015 wechselte er zum Erstligisten Akhisar Belediyespor.

### Nationalmannschaft
Çeviker durchlief die türkischen U-16- und die U-18-Nationalmannschaften.